# Castenaso Baseball
Il Castenaso Baseball è una società di baseball fondata nel 1969 con sede a Castenaso (BO).
Società appassionata ed articolata, formata da un profondo settore giovanile, il Castenaso Baseball spicca nel panorama Nazionale per l'impianto, provvisto di illuminazione notturna, spesso utilizzato per importanti manifestazioni come Finali di Coppa Italia o speciali test match.

## Storia
L’Associazione Sportiva Amatori Baseball (attualmente unita al Castenaso Baseball) è stata fondata nel 1969 e l’anno successivo ha partecipato al primo campionato. Da allora diversi trofei hanno arricchito il palmarès della squadra.
Il primo è stato la Coppa Emilia del 1972, bissata nel 1982. A seguire la scalata al vertice italiano con le vittorie nel campionato di serie D (1973), in serie C (1974), nel campionato di A2 (1979) e in A1 (1981). Nel 1996 il Castenaso ha vinto il campionato di serie B. Nel 1999 sono arrivati anche due titoli giovanili: il titolo nel campionato provinciale Primavera e in quello Ragazzi. Ancora nel 1999 il Castenaso ha visto sfumare la promozione in A1 nell’ultimo incontro contro l'Anzio.
Il ciclo migliore è senz’altro quello dal 1981 al 1985. In quegli anni Castenaso lottava con le migliori squadre italiane, guidata dalla bandiera Roberto Martelli, lanciatore poi trasferitosi alla Fortitudo Bologna, nella Mediolanum Milano, e punto fermo della Nazionale Italiana. Tuttavia, grazie alla vittoria dei play-off di Serie A2 ottenuta nel settembre 2018, il Castenaso ha conquistato il diritto a partecipare al successivo campionato di Serie A1 a 34 anni dall’ultima apparizione. Dopo l'anno trascorso nella massima serie, nel 2020 la squadra si è iscritta al campionato di Serie C.
Tra i fondatori del club ci furono Mauro Lorenzini, Roberto Rambaldi, Massimo Braina, Bruno Galeotti e Giovanni Zibordi, il reclutatore delle leve che tuttora collabora nella società. Ma tra i “pionieri” della squadra, oltre all’artefice della scalata alla serie A, Teseo Bondi (alla cui memoria è intitolato il diamante di via XXI ottobre 1944 a Castenaso), non si possono non citare Arduino Zanetti, l’attuale General Manager Massimo Bassi Andreasi, con un passato di lanciatore ed allenatore, nonché uno degli attuali “Main Sponsor” con il marchio Tecnocommerciale. Brilla inoltre, nella storia della società, la figura di Iames Reggiani, mitica prima base.
Esiste anche una squadra amatoriale mista che si trova al campo a cadenza settimanale per una serata di softball.
Fra gli importanti incontri organizzati è bene ricordare l’incontro internazionale che, nell’ambito del Torneo pre-mondiale “ITALIAN BASEBALL WEEK 05” è stato disputato il 26 agosto 2005 sul campo di Castenaso fra la Nazionale campione del Mondo e campione Olimpica di Cuba e la Nazionale della Cina.
Le squadre iscritte nei vari campionati nazionali sono: Ragazzi, Cadetti, Allievi, Juniores e Prima squadra (Campionato di serie A2 Nazionale), per un totale di circa 70 atleti tesserati; è nostra speranza, fra tre o quattro anni, di poter avere una squadra formata da tutti giovani provenienti dal nostro vivaio.
Oltre a disputare i campionati di categoria, i ragazzi partecipano ogni anno anche a vari tornei che si disputano in altre città e regioni d’Italia; nel 2005 la squadra Allievi ha partecipato anche ad un torneo che si è disputato negli Stati Uniti, a Chicago.
Il palmarès delle squadre giovanili vanta:
- 1999 Vice Campioni Regionali Ragazzi all’aperto
- 2000/2001 Campioni Regionali Ragazzi Winter League
- 2001/2002 Campioni Nazionali Ragazzi Winter League
- 2006 Campioni Regionali Cadetti

## La franchigia bolognese
Il 5 febbraio 2008 è stato siglato un accordo per la costituzione di una franchigia bolognese, denominata Bologna Baseball e composta dalle seguenti otto squadre
- Fortitudo B.B. 1953 di Bologna
- Baseball Softball Club di Sasso Marconi
- Yankees BSC di San Giovanni in Persiceto
- Castenaso Baseball di Castenaso
- Baseball di Minerbio
- Nuova Pianorese Baseball di Pianoro
- LongBridge 2000 B.C. di Bologna e San Lazzaro di Savena
- San Lazzaro 90 B.C. di San Lazzaro di Savena